# Kalne, Zboriv
Kalne (în ucraineană Кальне) este localitatea de reședință a comunei Kalne din raionul Zboriv, regiunea Ternopil, Ucraina.

## Demografie
Componența lingvistică a localității Kalne
     Ucraineană (99,63%)
     Alte limbi (0,37%)
Conform recensământului din 2001, majoritatea populației localității Kalne era vorbitoare de ucraineană (99,63%), existând în minoritate și vorbitori de alte limbi.